# Hypsilophodon
A Hypsilophodon (jelentése 'magas tarajos fog') az ornithopoda dinoszauruszok egyik neme, amely a kora kréta időszakban élt Európában. Kis, két lábon járó növényevő vagy mindenevő állat volt. Angliában a Hypsilophodonhoz kapcsolódóan sok olyan fosszilis maradványt fedeztek fel, amik azt jelzik, hogy a hosszúsága elérte a 2 métert.

## Felfedezés és fajok

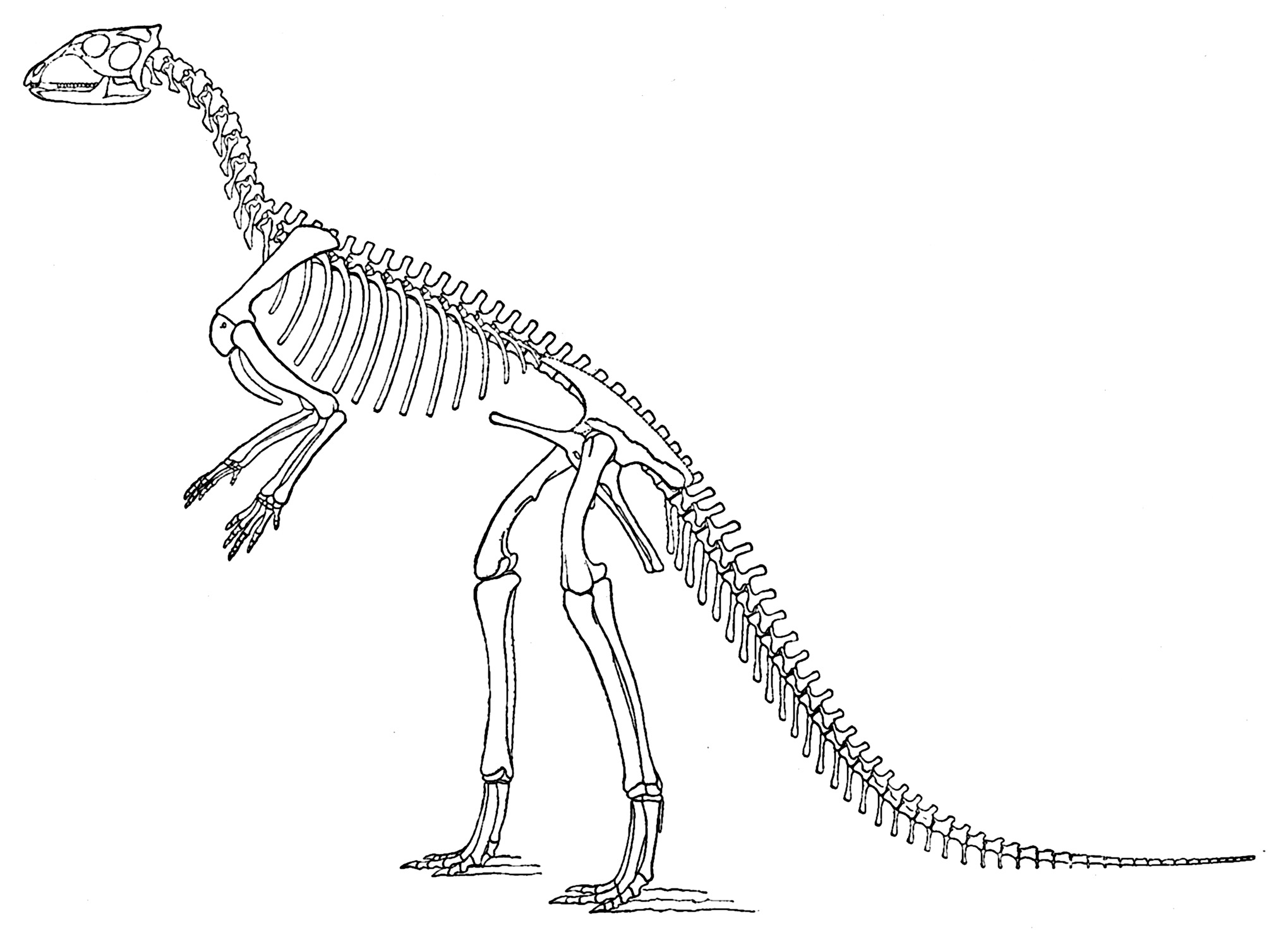
A Hypsilophodon foxii csontvázának O.C. Marsh által készített rekonstrukciója

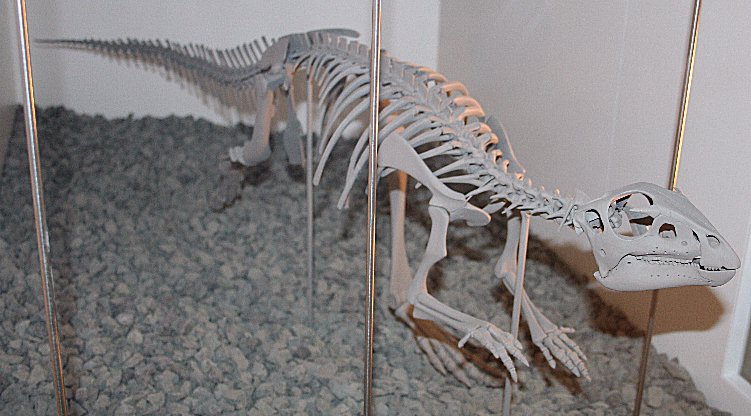
A Hypsilophodon csontvázának másolata a Melbourne Múzeumban

A Hypsilophodon első maradványait 1849-ben, az őslénykutatás kezdetén fedezték fel. Ebben az időben a csontokat még egy fiatal Iguanodonénak gondolták. Csak 1870-ben történt változás, amikor T. H. Huxley egy teljes leírást jelentetett meg a Hypsilophodonról. Huxley az első Hypsilophodon faj elnevezését követően több csontvázat kapott William Darwin Fox tiszteletestől.
A korai őslénykutatók a dinoszaurusz testét többféle módon kis, két lábon járó növényevőként modellezték. 1882-ben egyes kutatók kijelentették, hogy a Hypsilophodon a modern fakúszó kenguruhoz hasonlóan képes volt felmászni a fákra, hogy menedéket találjon. Ezt a nézetet majdnem egy évszázadon át elfogadták. Azonban 1974-ben Peter M. Galton készített egy jóval pontosabb izom-csont szerkezeti elemzést és a legtöbb kollégáját meggyőzte arról, hogy a Hypsilophodon egyértelműen a talajon élt.
Azóta három majdnem teljes és több, mint húsz kisebb lelet került elő, főként az Anglia déli partjánál fekvő Wight-szigetről. További felfedezések történtek Dél-Angliában és Portugáliában.
További félreértés a  Hypsilophodon anatómiájával kapcsolatban az, hogy páncélozott volt. A felsőtest páncélzatnak vélt vékony, mineralizálódott lemezek inkább a bordákhoz kapcsolódó interkosztális lemezeknek tűnnek. Az ilyen lemezek jobban ismertek a Talenkauen és a Thescelosaurus esetében, és lehetséges, hogy kötőszövettől származnak.
A Hypsilophodonnak csak egyetlen faja ismert, a Huxley által megalkotott H. foxii. Galton és James A. Jensen 1979-ben egy másik, H. wielandi nevű fajt is megalkotott, egy az Egyesült Államokbeli Dél-Dakotából származó combcsont alapján, de ezt jelenleg meghatározatlan bazális ornithopodának tartják.

## Ősbiológia

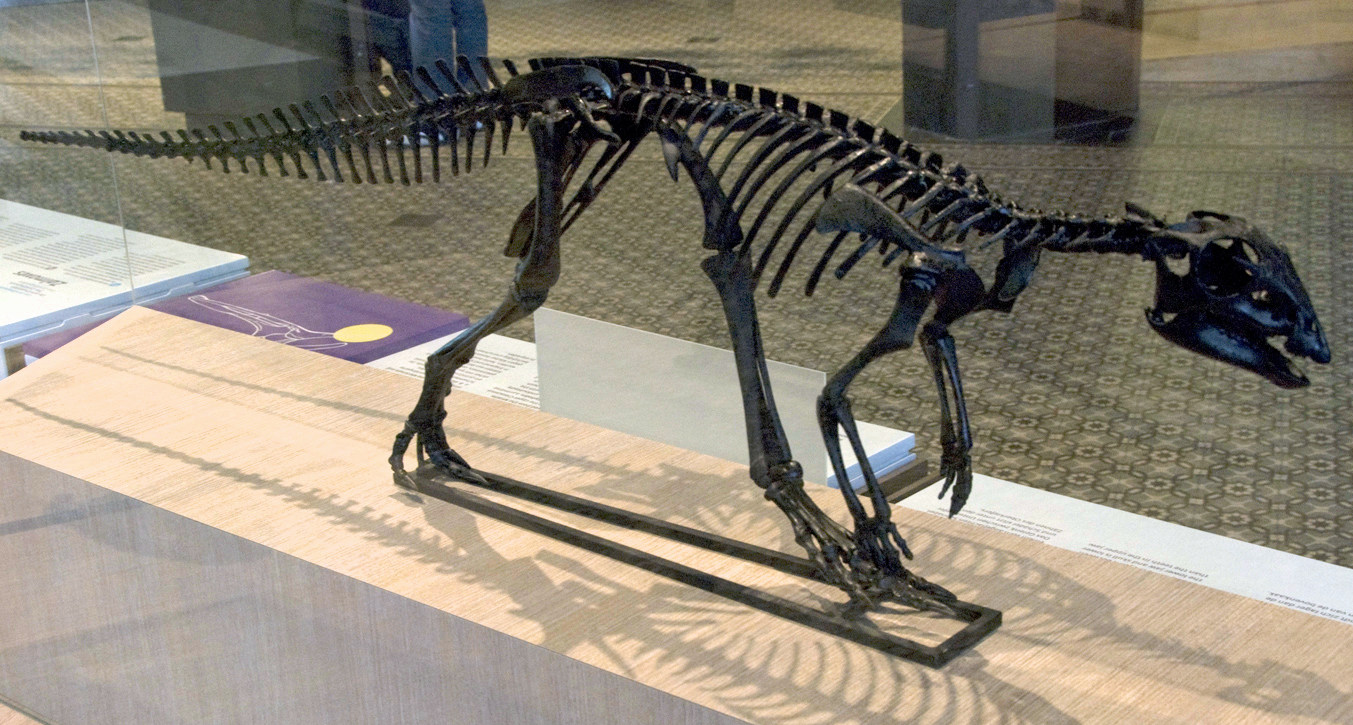
A Hypsilophodon másolata Brüsszelben

A Hypsilophodon egy aránylag kis méretű dinoszaurusz volt. Bár nem volt olyan kicsi, mint például a Compsognathus, a hossza csak körülbelül 2,3 méter volt. A magassága nagyjából elérte egy ma élő emberét, és a tömege is hozzá hasonlóan 50–70 kilogramm lehetett.
Ahogy szinte minden kis dinoszaurusz, a Hypsilophodon is két lábon járó és futó állat volt. Az egész teste a futáshoz alkalmazkodott; kis tömege, minimalizált csontváza, alacsony, aerodinamikus testhelyzete, hosszú lábai és merev, az egyensúlyozást szolgáló farka lehetővé tette, hogy a tömegének megfelelően rendkívül gyorsan mozogjon.
Kis mérete miatt a Hypsilophodon az alacsonyan növő növényekkel táplálkozott, valószínű, hogy a mai szarvasokhoz hasonlóan jobban kedvelte a fiatal hajtásokat és a gyökereket. A koponyája szerkezete a meglehetősen hátul elhelyezkedő fogakkal erősen utal arra, hogy pofával rendelkezett, egy fejlett jellemzővel, ami a táplálék megrágását segítette elő. Úgy tűnik, hogy az állcsontban levő 28–30 tarajos fog az alternatív elrendezés folytán önélesítővé vált. A legtöbb dinoszauruszhoz és az összes madármedencéjűhöz hasonlóan a fogak folyamatosan cserélődtek.

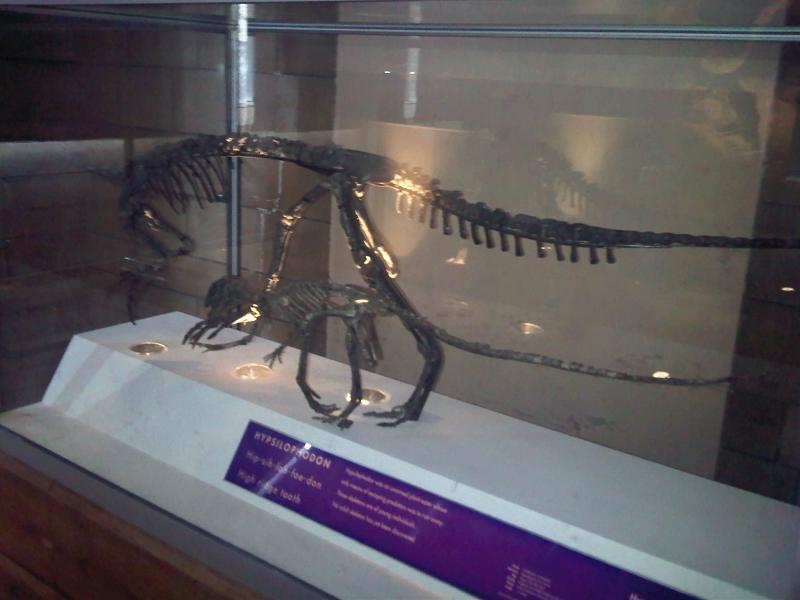
Két fiatal Hypsilophodon a londoni Természettudományi Múzeumban

A szülői gondoskodás szintjét e dinoszaurusz esetében nem határozták meg, viszont találtak egy jól elrendezett fészket, ami arra utal, hogy a költés előtti gondoskodás valamelyest jellemző volt. Nagy csoportok fosszíliáit is felfedezték, így valószínű, hogy az állatok csordákban mozogtak. Ezen okok miatt a hypsilophodontidákra gyakran a „mezozoikum szarvasaiként” hivatkoznak.
Annak ellenére, hogy a kréta idején, az utolsó olyan időszakban élt, amikor még dinoszauruszok jártak a Földön, a Hypsilophodon számos kezdetleges jellemzővel rendelkezett. Például a mellső lábain öt, a hátsókon pedig négy ujj volt. A legtöbb dinoszaurusz a kréta időszakra elvesztette ezeket a redundáns jellegzetességeket. Habár csőre volt, mint a legtöbb madármedencéjűnek, a Hypsilophodon állcsontjának elején háromszögletű, hegyes fogak helyezkedtek el. Ebben a korszakban a legtöbb növényevő dinoszaurusz felszínesen specializálódott, így az elülső fogak elvesztek (az azonban vita tárgya, hogy e fogaknak lehetett-e speciális funkciója a Hypsilophodon esetében).
A Hypsilophodontidae csoport a késő jura időszaktól a kréta végéig rendkívül statikus volt. Lehetséges, hogy ennek az az oka, hogy az állatok szinte tökéletesen alkalmazkodtak az életstílusukhoz, ezért a feltételezés szerint a szelekciós nyomás alacsony volt.

## Fordítás
- Ez a szócikk részben vagy egészben  a   Hypsilophodon című angol Wikipédia-szócikk ezen változatának fordításán alapul.  Az eredeti cikk szerkesztőit annak laptörténete sorolja fel. Ez a jelzés csupán a megfogalmazás eredetét és a szerzői jogokat jelzi, nem szolgál a cikkben szereplő információk forrásmegjelöléseként.